# Ko Vester
Jacobus (Ko) Vester (Den Haag, 31 maart 1946) is een Nederlandse beeldhouwer en politicus.

## Leven en werk
Vester heeft als leerkracht handvaardigheid, muziek en gymnastiek in Den Haag gewerkt. Hij kreeg zijn artistieke opleiding aan Academie Minerva in de stad Groningen, hij woont en werkt in het Drentse Schipborg. In zijn beelden speelt het contrast tussen de diverse materialen een grote rol, zo combineert hij in zijn werk bijvoorbeeld rvs met graniet.
Naast kunstenaar is Vester applicatiebeheerder bij de Centrale Huisartsendienst Drenthe. Namens de SP was hij van maart 2007 tot december 2018 lid van de Provinciale Staten van Drenthe. Hij trad uit de SP-fractie toen hij niet op de kieslijst kwam voor de Provinciale Statenverkiezingen 2019 en stapte over naar de Onafhankelijke Partij Drenthe (OPD) waarmee hij de termijn tot eind maart 2019 afmaakte. Hij was lijsttrekker voor de OPD maar er werd geen zetel behaald.

## Enkele werken
- zonder titel (1987), Zuidlaren (in samenwerking met Johannes van Laer en Joop de Blaauw)
- Opbouw en herstel (1990), Beilen
- Monument voor vrede, veiligheid en lokaal bestuur (1991), Meppel
- zonder titel (1992), Hoogeveen
- Oorlogsmonument (1995) bij het Westerveen, Peest[3], met gedicht van Jannie Boerema.
- zonder titel (1995), speelobject in keramiek en rvs, Meppel

## Fotogalerij

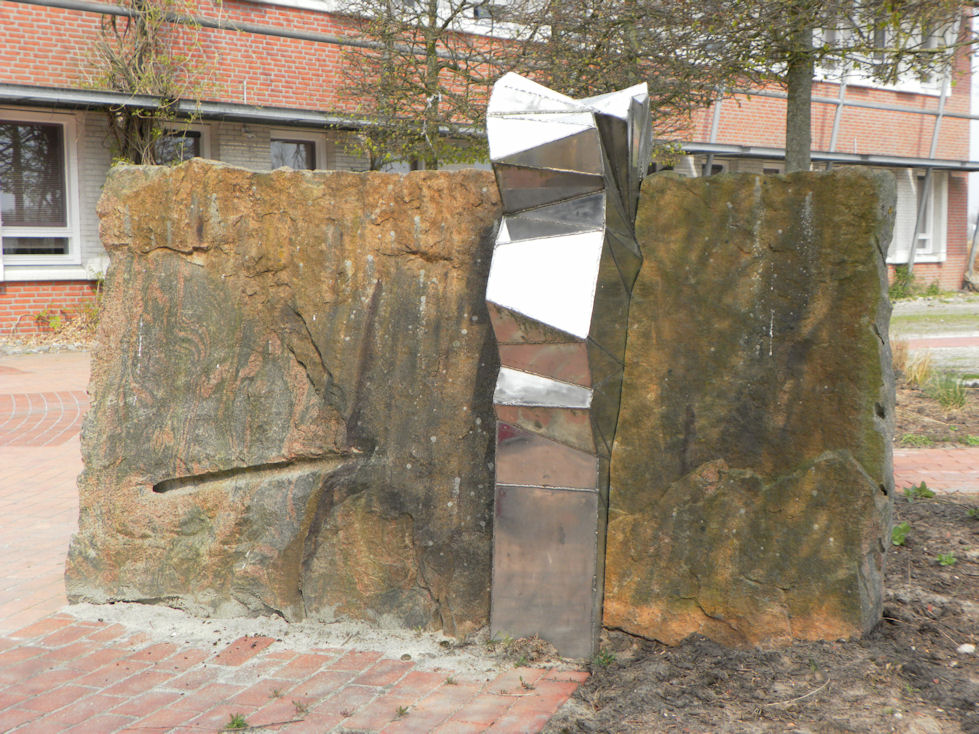
zonder titel, Assen
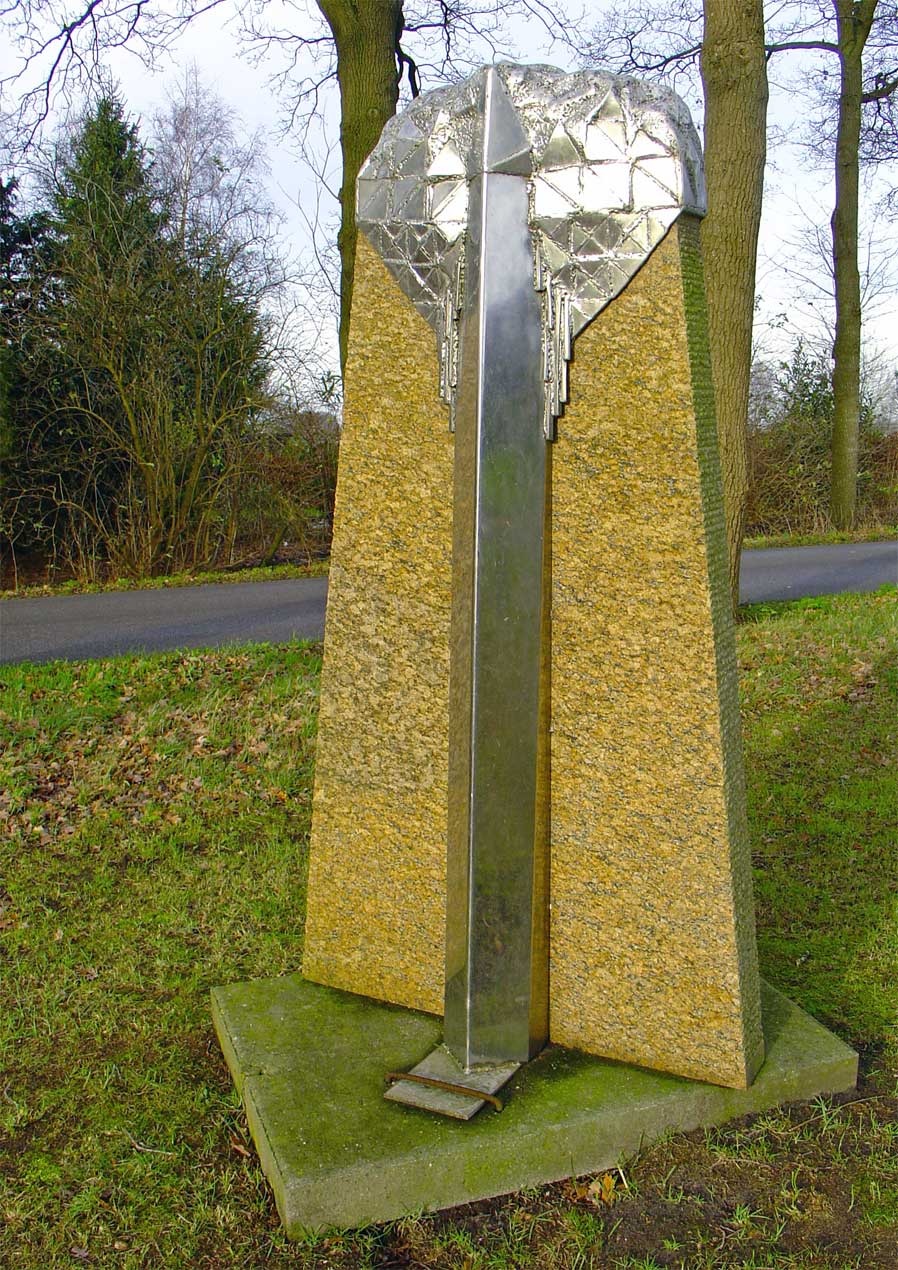
zonder titel, Oshaar
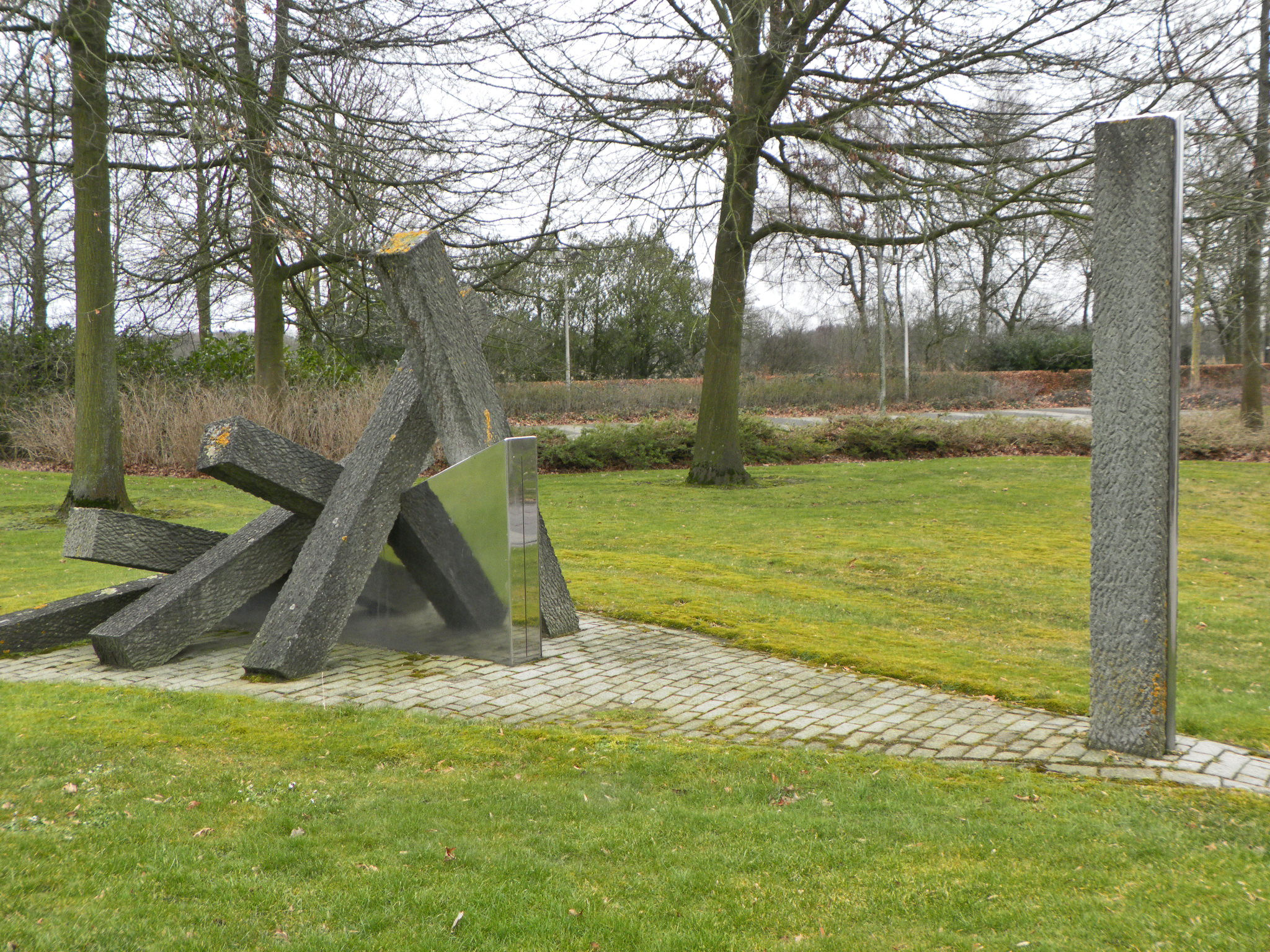
Opbouw en herstel (1990)
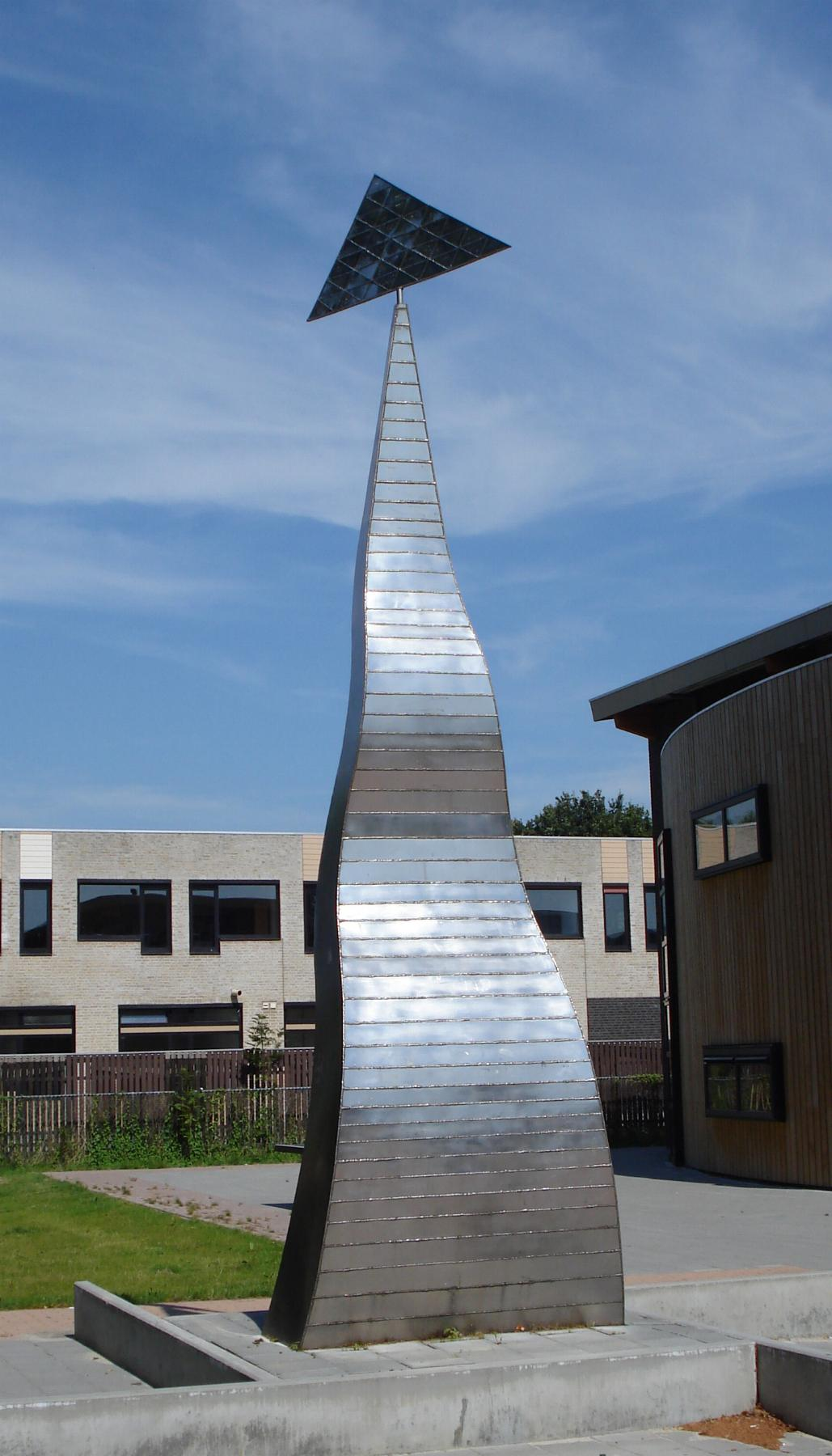
zonder titel (1992), Hoogeveen

- RKD-Nederlands Instituut voor Kunstgeschiedenis: 80804